# Stjepan Crnogorac
Stjepan Crnogorac (Sovići, Bosna i Hercegovina, 7. prosinca 1946. - nestao u Salzburgu, 2. – 3. srpnja 1972.), hrvatski emigrant kojeg su oteli i ubili agenti jugoslavenske Uprave državne sigurnosti (UDBA). Crnogorčevu otmicu i likvidaciju je u potpunosti organizirala i sprovela u djelo UDBA SR Slovenije.

## Životopis
Stjepan Crnogorac je rođen 7. prosinca 1946. u Sovićima pokraj Gruda u Hercegovini. Osnovnu školu je završio u rodnom mjestu, a gimnaziju u Grudama. Nakon gimnazije upisao je Bogoslovni fakultet, ali je ubrzo od istoga odustao. Školovanje je nastavio u Austriji, gdje je upisao studij psihologije i filozofije na Sveučilištu u Salzburgu. U Salzburgu upoznao vlč. Vilima Cecelju, voditelja tamošnje Hrvatske katoličke misije, koji mu je pomogao da pronađe smještaj i dobije posao u Caritasu. Crnogorac je aktivno sudjelovao u radu misije, posebice kao ministrant i pjevač u crkvenome zboru. U Salzburgu je Crnogorac upoznao nekolicinu hrvatskih studenata i mlađih "gastarbajtera", koji su kasnije bili osumnjičeni da su pomagali "Fenix skupinu", poznatiju u jugoslavenskoj javnosti kao Bugojanska skupina. Petorica Crnogorčevih prijatelja i poznanika iz Salzburga priključili su se toj devetnaesteročlanoj skupini koja je ušla na područje SFR Jugoslavije 20. lipnja 1972. godine, s ciljem da pokrenu protujugoslavenski ustanak.

## Nestanak i likvidacija
Crnogorac je 2. ili 3. srpnja 1972. nestao iz svog stana u Salzburgu. Slovenski istražitelj i bivši djelatnik KOS-a, Roman Leljak, je 2013. godine, nakon gotovo godinu dana “kopanja” po arhivima slovenske Udbe, uspio odgonetnuti misteriozni nestanak Stjepana Crnogoraca. Prema Leljaku, Crnogorca su u pomno isplaniranoj operaciji "Pero" oteli pripadnici slovenske UDBE. Tog radnog ponedjeljka trojica suradnika UDBE, kodnih imena "Bilič", "Kovač" i "Željko", upala su u Crnogorčev stan te su ga kao pripadnici austrijske policije pod optužbom za krijumčarenje droge trebali sprovesti u postaju. Crnogorac se nije opirao, a na ulici su čekala još trojica suradnika: "Špela", "Branko" i "Boris", a u ulici na razdaljini od nekih 300 do 500 metara bila su raspoređena još trojica opservera, tzv. osiguravatelja koji su se trebali uključiti u akciju da je nešto krenulo po zlu. Crnogorca su ugurali u automobil, omamili, te ga s lažnom putovnicom Jugoslavije na ime Marko Golac prebacili u Ljubljanu. Crnogorac se probudio u zatamnjenoj sobi ljubljanske ispostave UDBE, gdje je 4. srpnja počelo njegovo saslušanje snimljeno na tri kasete. U organizaciji same otmice sudjelovalo je oko 25 operativaca UDBE, te još najmanje 100 suradnika, informativaca i doušnika. Nakon provedene akcije, operativac slovenske UDBE Boris Mužič je pisao tadašnjem šefu republičkog SDV-a (Služba državne varnosti) Slovenije Silvu Gorencu šifriranu depešu DX o uspjehu operacije "Pero", te je zatraži 20.000 američkih dolara i 70.000 dinara za isplatu suradnika koji su sudjelovali u akciji. U Ljubljani su Crnogorca nakon ispitivanja likvidirali i pokopali na, za sada, nepoznatoj lokaciji, vjerojatno oko Kočevskog Roga.
Prema navodima UDBE i KOS-a, Crnogorac je pripadao najužem vodstvu koje je organiziralo operaciju Fenix, te je prema saznanjima Udbinih agenata i doušnika ubačenih među emigrante u Salzburgu pripremao još jednu skupinu, od gotovo 35 ljudi, koja se trebala ubaciti u Jugoslaviju, odnosno priključiti bugojanskoj skupini.
Prema navodima Leljaka, Crnogorac je bio nevin mladić koji je studirao u Salzburgu i svirao u bendu, te nije imao nikakve veze s ekstremnom hrvatskom emigracijom i udruženjem Hrvatsko revolucionarno bratstvo. Leljak tvrdi da kada su Udbini agenti shvatili da nemaju Crnogorca za što osuditi, ubili su ga misleći da se za to nikada neće doznati.

## Reakcije
U siječnju 2014. godine, "Komisija za ljudska prava Slovenskog parlamenta", pod predsjedanjem Eve Irgl, je raspravljala o slučajevima likvidacije Stjepana Crnogorca i Nikice Martinovića od strane slovenske UDBE. Raspravi su bili prisutni sestra i brata Stjepana Crnogorca, Bernardina i Ferdo Crnogorac, te Martinovićev rođak, Ivan Basić. U suzama se zastupnicima obratila časna sestra Bernardina Crnogorac, koja se zahvalila istražiteljima Leljaku i Boži Vukušiću na otkrivanju istine, kao i Komisiji što joj dopušta obraćanje. Crnogorčeva sestra je tom prilikom izjavila kako se; nikada moja obitelj nije prestala nadati da ćemo čuti barem nešto o našem bratu, koji je kao mladi intelektualac jednostavno nestao 2. srpnja 1972. u Salzburgu gdje je bio na studiju. Na kraju ih je skrušeno molila da joj pomognu pronaći bratovljev grob jer; svaki čovjek zaslužuje da ga se dostojno pokopa, a i bilo bi nam lakše da znamo gdje počiva i da mu kiticu cvijeća na grob donesemo.